# Административное деление Ставрополя

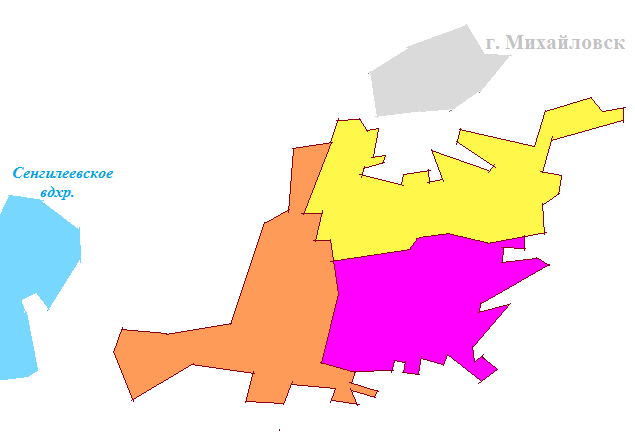
Районы Ставрополя
Промышленный
Октябрьский
Ленинский

Город Ставрополь, административный центр Ставропольского края, разделён на три района.
В рамках административно-территориального устройства края, Ставрополь является городом краевого значения, Промышленному району которого подчинён один сельский населённый пункт (хутор Грушёвый). В рамках муниципального устройства Ставрополь с хутором Грушёвый образуют городской округ город Ставрополь.
Районы Ставрополя не являются муниципальными образованиями.

## История
В 1930-е годы в городе было введено районное деление. В 1955 году существовавшее с довоенного периода деление города на три административных района — Кагановичский, Орджоникидзевский и Сталинский — было упразднено. 
22 июля 1962 года были образованы два городских района: Ленинский и Октябрьский. Указом Президиума Верховного Совета РСФСР от 23 марта 1977 года образован Промышленный район.

## Районы
| № | Район        | Площадь, км² | Население, чел. (2025) | Код ОКАТО  |
| - | ------------ | ------------ | ---------------------- | ---------- |
| 1 | Ленинский    | 56,01        | ↗130 448               | 07 401 363 |
| 2 | Октябрьский  | 57,94        | ↗103 185               | 07 401 366 |
| 3 | Промышленный | 165,99       | ↗329 331               | 07 401 368 |

## Микрорайоны
Районы города включают 32 микрорайона, которые управляются советами микрорайонов (советами территориального общественного самоуправления):
- Ленинский район — 11 микрорайонов (порядковые №№ 1 — 10 и № 32)[8]
- Октябрьский район — 6 микрорайонов (порядковые №№ 11 — 16)[9]
- Промышленный район — 15 микрорайонов (порядковые №№ 17 — 31)[10]